# Norfolk Naval Shipyard
Pour les articles homonymes, voir Norfolk.
Le chantier naval de Norfolk, en anglais Norfolk Naval Shipyard, souvent appelé Norfolk Navy Yard et abrégé NNSY, est un chantier naval détenu par l'United States Navy qui est situé à Portsmouth, en Virginie. Il est utilisé à la fois pour construire, réparer et modifier des bâtiments de guerre américains.
Il s'agit d'un des plus anciens et des plus grands chantiers navals de l'histoire de l'US Navy, situé idéalement à quelques kilomètres d'Hampton Roads et de l'océan Atlantique.
Créé en 1767 par les Britanniques et alors nommé Gosport Shipyard, il fut détruit durant la guerre d'indépendance avant d'être reconstruit et de devenir le premier chantier contenant une forme de radoub de l'histoire des États-Unis, dans les années 1820. Tombant dans le camp confédéré durant la guerre de Sécession, il servit les intérêts des États du Sud jusqu'à sa destruction en 1862. Reconstruit la même année et renommé Norfolk Naval Shipyard, il continue d'être utilisé jusqu'à nos jours.

## Histoire

### Contrôle britannique
Le chantier naval de Gosport est fondé le 1er novembre 1767 par Andrew Sprowle sur la rive ouest de l'Elizabeth River, dans le comté de Norfolk, dans la colonie de Virginie. Ce chantier naval devient une installation navale et marchande prospère pour la Couronne britannique. En 1775, au début de la révolution américaine, Sprowle reste fidèle à la Couronne, ses propriétés sont confisquées, y compris le chantier naval. Après la retraite du gouverneur Dunmore de Portsmouth en mai 1776, Sprowle est exilé avec d'autres royalistes sur l'île de Gwynn (maintenant le comté de Mathews, Virginie), où il meurt le 29 mai 1776 et est enterré dans une tombe anonyme,. En 1779, alors que le Commonwealth de Virginie nouvellement formé exploite le chantier naval, il est incendié par les troupes britanniques.

### Contrôle américain
En 1794, le Congrès des États-Unis adopte An Act to Provide a Naval Armament (une loi visant à fournir un armement naval), autorisant le gouvernement fédéral à louer le chantier naval de Gosport à la Virginie. En 1799, la quille de l'USS Chesapeake, l'une des six premières frégates autorisées par le Congrès, est posée, faisant d'elle le premier navire construit à Gosport pour la marine américaine.
Le gouvernement fédéral achète le chantier naval de Virginie en 1801 pour 12 000 $. Cette étendue de terre mesure 16 acres (65 000 m2) et constitue maintenant le coin nord-est du chantier naval actuel. En 1827, la construction commence pour la première de ce qui sera les deux premières cales sèches aux États-Unis. Elle est achevée trois semaines avant des projets similaires à Boston et en Amérique du Sud. Drydock Number One devient la première cale fonctionnelle en Amérique. Elle est toujours en activité en 2022. Elle est déclarée National Historic Landmark en 1971,.Les Quarters A, B, et C sont construits vers 1837. Un terrain supplémentaire du côté est de l'Elizabeth River est acheté en 1845.

Le chantier naval et les villes voisines ont souffert d'une grave épidémie de fièvre jaune en 1855, qui tue environ un quart de la population, dont James Chisholm, dont le récit est publié peu après sa mort dans l'épidémie

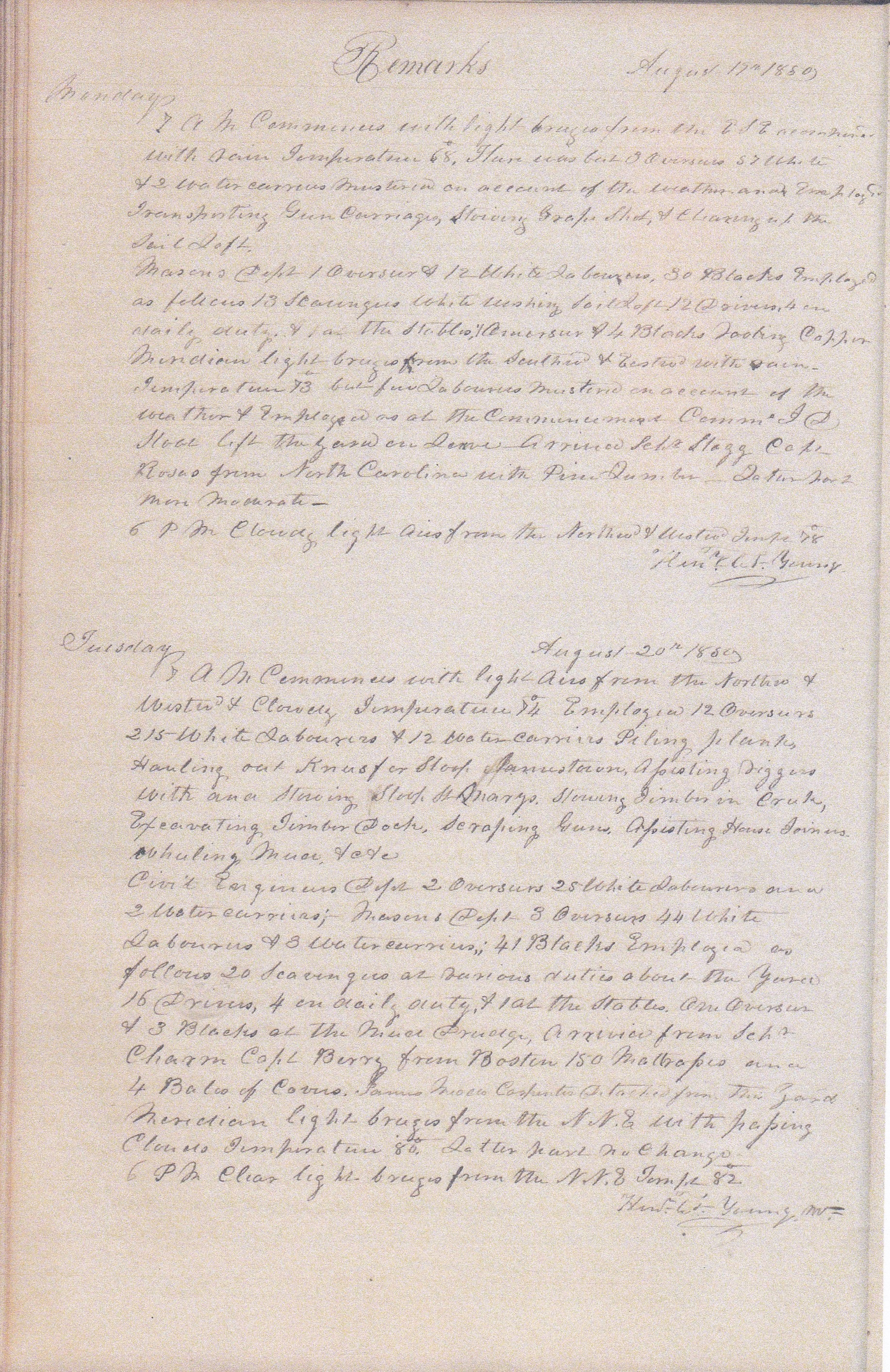
United States Navy, Norfolk Naval Shipyard, station log, entries,19-20 August 1850.The Log provided a record of weather data, daily work assignments for white and black employees, naval and commercial vessels entering and departing shipyard. Black employees during the antebellum era were often enslaved laborers.

.

## Esclavage
La main-d'œuvre issue de l'esclavage est largement utilisée dans le chantier naval de Norfolk depuis sa fondation jusqu'à la guerre civile. Une idée de l'échelle humaine peut être trouvée dans cet extrait d'une lettre du commodore Lewis Warrington datée du 12 octobre 1831 au Board of Navy Commissioners (BNC). La lettre de Warrington au BNC est en réponse à diverses pétitions de travailleurs blancs pour réduire ou mettre fin au travail des esclaves. Sa lettre tente à la fois de rassurer le BNC à la lumière de la récente révolte de Nat Turner survenue le 22 août 1831 et de servir de réponse aux tailleurs de pierre de la cale sèche qui ont quitté leurs postes et accusé l'ingénieur en chef du projet, Loammi Baldwin Jr., de l'embauche injuste d'esclaves à leur place,.

### Guerre de sécession

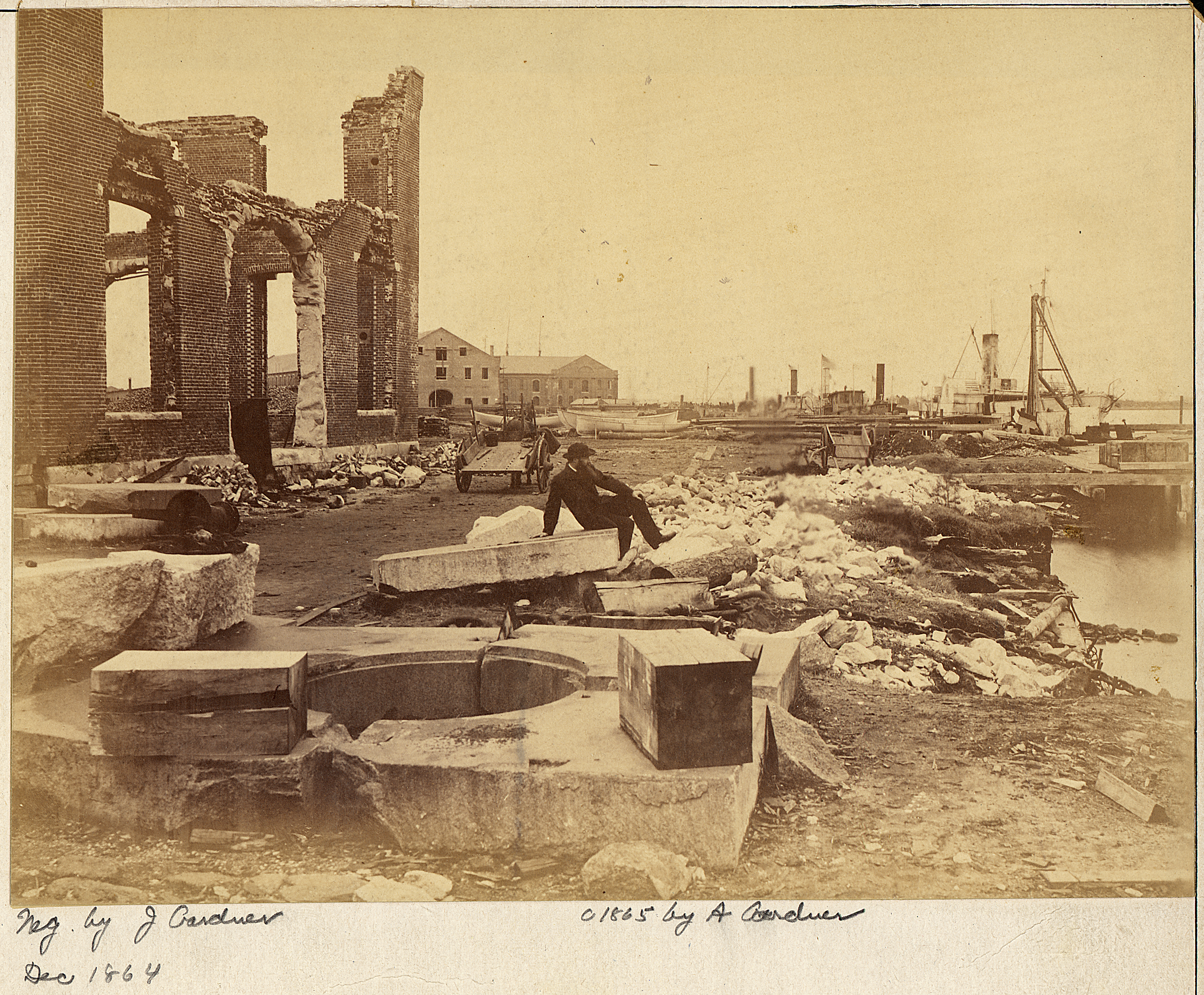
Ruines du chantier naval après la guerre civile, 1864 ; photo de James Gardner. De la collection de la National Archives and Records Administration.

En 1861, la Virginie rejoint les États confédérés d'Amérique. Craignant que la Confédération ne prenne le contrôle de l'installation, le commandant du chantier naval Charles Stewart McCauley ordonne l'incendie du chantier naval le 21 avril 1861. Les forces confédérées ont, en fait, pris le contrôle du chantier naval, et l'ont fait sans conflit armé grâce à une ruse orchestrée par le constructeur civil de chemins de fer William Mahone (alors président du Norfolk and Petersburg Railroad et qui devient plus tard un célèbre officier confédéré).